# 永井すみれ
永井 すみれ（ながい すみれ、1995年7月13日 - ）は、日本のグラビアアイドル、女優、元AV女優。デビューからしばらくは「椿すみれ」名義で活動していた。
埼玉県出身。

## 略歴
- 女優をめざし芸能界入り。しかし、知名度獲得の都合からグラビアアイドルとして活動開始し[4]、椿 すみれ（つばき すみれ、1995年7月13日 - ）[5]としてイメージ作品でデビュー。オフィスKINACO所属。
- その後、永井 すみれに改名[6]。PANAMA HAT 所属。
- 2016年9月9日リリースのオリジナルビデオ「妖艶な悪女マジョーラ」（ZENピクチャーズ）にて主人公マジョーラ役で出演。また、本作品では星乃まおりと共演している。
- 2017年6月事務所violetに所属[7]。
- 2017年7月3日発売の集英社「週刊プレイボーイ」No.29袋とじでヘアヌードを披露[8][9]。
- 2017年10月1日、AVメーカー・アリスJAPANのレーベル「KIWAMI -極-」より、「アダルトピクチャー」という新ジャンルでセクシー女優としてDVDを出す。[※ 1]なお、セクシー女優としては3作品のみで、その後はキングダムのメーカーとなる。
- 2018年4月13日～4月19日上野オークラ劇場で上映の「続・未亡人下宿？エロすぎちゃってごめんなさい♡」（配給:オーピー映画、監督:清水大敬）でワケあり美大浪人生美由紀役でピンク映画初主演[13]。
- 時期不明、元のPanamaHat所属となる。
- 2020年4月、グループ「Truth」のメンバーTOMOKA(鎌沢朋佳)と一緒に出演するYouTubeチャンネルを開始[14]。同年8月、TOMOKAと2人でミュージックビデオ「GO AHEAD」を制作[15][16]。

## エピソード
- 実母が、18歳の一般男性と再婚したことが報道されたことがある[17][18]。これにより、永井は年下の義父を持つことになった。

## 作品

### DVD（イメージビデオ）
| 発売日    | タイトル             | メーカー           | 備考 |
| --------- | -------------------- | ------------------ | ---- |
| 2014/2/23 | First Memory-18teen- | Peace              |      |
| 2014/4/28 | 青春の軌跡           | Peace              |      |
| 2014/6/27 | ANGEL SMILE          | スパイスビジュアル |      |
| 2014/8/29 | SMILE AGAIN          | グラッソ           |      |

| 発売日     | タイトル                           | メーカー               | 備考    |
| ---------- | ---------------------------------- | ---------------------- | ------- |
| 2015/4/17  | 全力黒髪少女                       | M.B.Dメディアブランド  |         |
| 2015/7/23  | 恋愛スイーツ                       | ギルド                 |         |
| 2015/10/30 | 濡々尻                             | NCTR                   |         |
| 2015/11/28 | ミニスカ美脚美尻コレクション       | オルスタックソフト販売 | [ ※ 2 ] |
| 2016/1/29  | グラビアアイドルの恋               | NCTR                   |         |
| 2016/7/29  | 羞恥プレイ                         | グラッソ               |         |
| 2016/10/28 | Intense desire～エロティック願望～ | グラッソ               |         |

### DVD（アダルトピクチャー）
| 発売日     | タイトル                                          | 備考   |
| ---------- | ------------------------------------------------- | ------ |
| 2017/10/2  | IN OUT                                            | [ 19 ] |
| 2017/11/14 | SPLASH ATTACK                                     | [ 20 ] |
| 2017/12/4  | Virtual Lover                                     | [ 21 ] |
| 2018/4/13  | 永井すみれ デビュー作からのセックスすべて見せます | [ 22 ] |

### DVD（ヌードイメージビデオ）
| 発売日     | タイトル                                                                 | メーカー               | 備考            |
| ---------- | ------------------------------------------------------------------------ | ---------------------- | --------------- |
| 2017/1/28  | 混浴気分vol.18～すみれと一緒に温泉ツアー～                               | オルスタックソフト販売 |                 |
| 2017/3/25  | オトナの時間                                                             | エアーコントロール     |                 |
| 2018/1/30  | ヴィーナス・テルメ                                                       | オルスタックソフト販売 | Blu-ray同時発売 |
| 2018/5/1   | 闇エロ流出『無理やり』グラビアアイドル 永井すみれ                        | 未満                   | [ 24 ]          |
| 2018/6/1   | 闇エロ流出PART2 『無理やり』MAX アイドル無残 グラビアアイドル 永井すみれ | 未満                   | [ 25 ]          |
| 2018/9/28  | 湯けむり女ふたり旅                                                       | オルスタックソフト販売 | [ ※ 3 ]         |
| 2018/12/21 | REBIRTH                                                                  | キングダム             | [ 27 ]          |
| 2019/3/15  | 美乳姫                                                                   | キングダム             | [ 28 ]          |
| 2019/5/17  | Violet World                                                             | キングダム             | [ 29 ]          |
| 2019/7/12  | Go Go Girl                                                               | キングダム             | [ 30 ]          |
| 2019/11/27 | Charming                                                                 | キングダム             | [ 31 ]          |
| 2020/2/21  | ぼくらのボイン                                                           | キングダム             | [ 32 ]          |
| 2020/4/17  | 今夜もジュテーム                                                         | キングダム             | [ 33 ]          |
| 2020/6/19  | はんなり美女                                                             | キングダム             | [ 34 ]          |
| 2020/9/25  | 秘処                                                                     | キングダム             | [ 35 ]          |
| 2020/12/11 | CUTIE DOLL                                                               | キングダム             | [ 36 ]          |

### VR
| 発売日     | タイトル                     | メーカー | 備考   |
| ---------- | ---------------------------- | -------- | ------ |
| 2020/12/4  | 放置彼女                     | CASANOVA | [ 37 ] |
| 2020/12/11 | いつもより少し積極的なキミと | CASANOVA | [ 38 ] |

### デジタル写真集
- 美少女☆爛漫女学園「秘密の抜け道」（2015年11月6日、アイロゴス）
- 美少女☆爛漫女学園「レオタードのままで」（2015年12月6日、アイロゴス）
- 美少女☆爛漫女学園「帰宅後、妹と…」（2015年12月18日、アイロゴス）
- new月刊「月刊 永井すみれ×魚住誠一 vol.01」（2016年4月23日、月刊デジタルファクトリー）
- new月刊「月刊 永井すみれ×魚住誠一 vol.02」（2016年4月23日、月刊デジタルファクトリー）
- 彼女の競泳水着「競泳HIP FETCH」（2017年2月22日、グリームコスチューム）
- 彼女の競泳水着「競泳水着の彼女のWaterPool」（2017年5月9日、グリームコスチューム）
- アリスJAPAN美少女写真集「Virtual Lover Gカップグラドルとイチャイチャセックス」（2018年7月4日、アリスJAPAN）
- 週刊ポストデジタル写真集「プーケットの甘い誘惑」（2019年6月17日、小学館）

### 音楽
| 発売日     | 名義                  | タイトル | レーベル  | 備考          |
| ---------- | --------------------- | -------- | --------- | ------------- |
| 2020/10/17 | 永井すみれ & 鎌沢朋佳 | GO AHEAD | PanamaHat | [ 16 ] [ 39 ] |

## 出演

### 映画
- 教科書にないッ！（2016年6月18日、日本出版販売） - 草屋喜久子 役[40][41]
- 教科書にないッ！2（2016年6月19日、日本出版販売） - 草屋喜久子 役[40][42]
- ギャングース（2018年11月23日、キノフィルムズ） - レイコ役[43]
- NETFLIXオリジナル映画「愛なき森で叫べ」（2019年10月11日、NETFLIX） - ショーコ 役[44]
- 完全なる飼育 étude（2020年11月27日、『完全なる飼育 étude』宣伝委員会） - 今村直美 役[45][46]
- Love song（2023年10月20日、レジェンドピクチャーズ）[47]
- 道で拾った女（2023年10月21日）[48]
- 秘め事を持つ女（2023年）
- 愛の数値（2023年）

### ピンク映画
- 続・未亡人下宿?エロすぎちゃってごめんなさい♡（2018年4月13日、オーピー映画） - 美由紀 役[13]

### 舞台
- 劇団ドリームプリンセス 旗揚げ公演「ミエタミエナイセカイ」(2016年6月1日～6月5日、新宿村LIVE)[49]
- MIDNIGIT GRIM case2「EROFISH」(2020年3月12・19・26日、作・演出　えのもとぐりむ)
- 劇団「アソビドラマティック」旗揚げ公演『Witch Trial 卒業ライブ殺人事件』（2020年11月26日～11月29日、四谷アウトブレイク） - 宮迫レナ 役[50]

### テレビバラエティ
- ゴッドタン（2018年8月 - 、テレビ東京）[※ 4]
- CS版「TOMOKA & すみれの『でちゃったらごめんなさい』」（2020年7月23日 - 、EXスポーツ&バラエティ・ch.609）[54][55]

### テレビドラマ
- SICKS〜みんながみんな、何かの病気〜（2015年10月9・16・30日、テレビ東京） 1.2.4 話
- グランハイツ☆ピーポー~2月13 日の夜に~（2016年2月13日・初回放送、スカパー！プレミアム「アイドル専門チャンネルPigoo」） - 不倫された妻役[56][57]
- ゆとりですがなにか(2016年5月22日、日本テレビ）第6話
- 日曜劇場「IQ246〜華麗なる事件簿〜」（2016年11月27日、TBSテレビ）第7話[58]
- 恋がヘタでも生きてます（2017年4月20日、日テレ・読売テレビ系） - 第3話 優奈役[59]
- Amazonプライム・ビデオオリジナルドラマ「フェイス -サイバー犯罪特捜班-」（2017年8月15日、Amazonプライム・ビデオ） - 第6話 殺された女性役
- フリンジマン～愛人の作り方教えます ‐ 絵梨 役（準レギュラー）テレビ東京（2017年10月7・21・28日）1.3.4話[60]
- ドラマパラビ「癒されたい男」（2018年4月11日、テレビ東京） - 第1話 #1 ギャル子役
- ドラマイズム「荒ぶる季節の乙女どもよ。」（2020年9月6日、MBSテレビ・TBSテレビ）第1話 - 典元泉が見ているDVDのセクシー女優役[61]
- ドラマL・ステイナイトミステリー「不倫をコウカイしてます」（2020年9月13日、ABCテレビ・テレビ朝日）- 成美役[62]
- 全裸監督2（2021年6月24日 全話配信、Netflix） - 1話、2話、6話、7話
- 教祖のムスメ 第2話・最終話（2022年6月9日・7月14日、MBS・テレビ神奈川 他）[63]

### 動画配信
- ゴッドタン×ドラエグ スペシャル動画・今ヤバイ！ モンスター芸能人No.1決定戦 前編後編（2020年3月23日、TVerなど） - オカズが足りないモンスター[64]
- TOMOKA & すみれの「でちゃったらごめんなさい」（2020年4月26日 - 、YouTube）[14][65]
- ぜにいたち（2022年3月7日、ABEMA）[66]

### オリジナルビデオ
- 妖艶な悪女 マジョーラ（2016年9月9日、ZENピクチャーズ） - 主人公 マジョーラ 役[67]
- 女家庭教師‐毒親の玩具‐（2018年6月1日、スターボード） - 家庭教師 千恵子 役（主演）[68][69]
- 嬢王夜曲-姉妹キャバ嬢SEX対決‐（2018年7月4日レンタル開始 発売2018年8月3日、竹書房） - 妹の燐役[70][71]
- Tフロンティア 虫の惑星編（2018年7月27日、ZENピクチャーズ） - 主人公 フロンティア 役[72]
- 闇の女手配師-リオ- キャバクラ・AV・風俗 妖艶美女スカウト（2019年6月4日、竹書房）
- 退魔巫女戦騎トリプルランサー2021 復活！地獄の三悪鬼（2021年9月24日、ZENピクチャーズ） - イエローランサー 役
- 太陽の戦士レオーナ DX 前編（2021年10月22日、ZENピクチャーズ） - 美華 役
- 太陽の戦士レオーナ DX 後編（2021年11月12日、ZENピクチャーズ） - 美華 役
- 非変身ヒロイン 武捜戦隊サイレンジャー イエロー&ピンク編（2021年12月24日、ZENピクチャーズ） - 桃花麻美 役

### 雑誌
- MEN'S DVD「永井すみれの官能小説朗読」（2020年9月15日【MEN’S DVD vol.5】 - 、三和出版）[73]

### CM
- WEB CM「覇道 任侠伝」（2020年） - 愛妃役[74]

### 写真展
- 藤里写心大学有志写真展『恋する乙ぱい2』（2018年11月2日 - 11月25日）[75]
- 藤里一郎写真展「『おんな』Vol.11 永井すみれ」（2020年12月18日 - 12月27日、東京・目黒・ロッコール）[76][77]

### ゲーム
- ドラゴンエッグ（2020年4月24日 - 5月17日、ルーデル）「Truth」として登場。